# Édouard Roditi
Pour les articles homonymes, voir Roditi.
Édouard Roditi, né à Paris le 6 juin 1910 et mort à Cadix le 10 mai 1992, est un auteur américain, poète, nouvelliste, essayiste, critique d'art, biographe, traducteur et interprète de conférence d'origine russe et juive de Turquie.

## Biographie
Il étudia en France, en Angleterre, en Allemagne et aux États-Unis. Il signa au moins onze volumes de poésies, deux recueils de nouvelles, quinze tomes d'essais divers et quatorze traductions en anglais d'œuvres françaises, allemande, espagnoles, danoises et turques.
Il consacra de nombreux ouvrages aux peintres Delacroix, Degas, Paul Helleu, Condon, Sickert, Jacques-Émile Blanche ou Beardsley et aux écrivains Oscar Wilde, Marcel Proust ou Cioran. En 1955, il fut également le traducteur en langue anglaise de l'auteur turc Yaşar Kemal.
Il réalisa de nombreux entretiens avec des artistes modernistes tels que Marc Chagall, Joan Miró, Oskar Kokoschka, Philippe Derome, Hannah Höch Max Ernst, Victor Brauner, Carlo Carrà, et Léonor Fini dont la plupart furent réunis dans Propos sur l’art.
Il fut l'un des premiers à pratiquer l'interprétation simultanée en conférence, notamment lors du procès de Nuremberg.